# Pavel Soukup
Pavel Soukup (República Checa, 2 de enero de 1971) es un atleta checo retirado especializado en la prueba de 800 m, en la que consiguió ser medallista de bronce mundial en pista cubierta en 1995.

## Carrera deportiva
En el Campeonato Mundial de Atletismo en Pista Cubierta de 1995 ganó la medalla de bronce en los 800 metros, llegando a meta en un tiempo de 1:47.74 segundos, tras el jamaicano Clive Terrelonge y el keniano Benson Koech.